# Juan C. Doria
Juan Crisóstomo Doria González (Villagrán, Tamaulipas, 27 de enero de 1839 - Ciudad de México, Distrito Federal, 16 de noviembre de 1869), conocido como Juan C. Doria, fue un abogado y militar mexicano que peleó en la Segunda Intervención Francesa en México. Fue gobernador provisional del Estado de Nuevo León, y fue el primer gobernador del Estado de Hidalgo.

## Biografía
Nació en Villagrán, Tamaulipas, el 27 de enero de 1839, siendo hijo de Francisco Antonio Doria y de Doña Guadalupe González. Recibió la educación primaria en su pueblo natal y, gracias a los bienes de fortuna de sus padres, fue enviado a Monterrey para continuar sus estudios en el Seminario de la ciudad, donde hizo sus estudios de latinidad y filosofía, las cuales concluyó en 1853.
Al año siguiente cursó las cátedras de derecho en el Colegio de San Juan de Letrán, en la Ciudad de México, hasta 1857; sin embargo las desgraciadas circunstancias surgidas en sus intereses y la guerra que había estallado en la frontera norte, lo obligaron a volver a su hogar. Doria fijó su residencia en Monterrey, donde hizo su práctica de abogado con aprovechamiento, hasta que recibió su título en 1862.
Al año siguiente, y con motivo de la intervención francesa, el Gobierno General se había trasladado a Monterrey, en cuya ciudad Doria desempeñaba la Secretaría General de Gobierno de Nuevo León.